# Луисвил (Тенеси)
Луисвил (енгл. Louisville) град је у америчкој савезној држави Тенеси.

## Демографија
По попису из 2010. године број становника је 2.439, што је 438 (21,9%) становника више него 2000. године.
| Група             | 2000.         | 2010.         |
| Белци             | 1.906 (95,3%) | 2.302 (94,4%) |
| Афроамериканци    | 43 (2,1%)     | 45 (1,8%)     |
| Азијати           | 10 (0,5%)     | 11 (0,5%)     |
| Хиспаноамериканци | 18 (0,9%)     | 46 (1,9%)     |
| Укупно            | 2.001         | 2.439         |